# 新メイプルタウン物語 パームタウン編
『新メイプルタウン物語 パームタウン編』（しんメイプルタウンものがたり パームタウンへん）は、1987年1月18日から12月27日まで、朝日放送の制作により、テレビ朝日系列ほかで毎週日曜8:30 - 9:00（JST）に全50話が放送された、東映動画制作のテレビアニメ。

## 概要
前作『メイプルタウン物語』の続編に当たり、主人公であるウサギのパティが、前作の最終回にて引っ越してきたアメリカ西海岸にあるという町・パームタウンにて過ごす日常が描かれる。
本作品は放送期間中に番組構成が変更され、1987年10月4日放送分（第38話）までは従来通りの30分枠で、同10月11日放送分（第39話）からは30分枠のうち前半15分を『新メイプルタウン物語』、後半15分を『ビックリマン』という形で2作品をセットとして放送、番組名も『新メイプルタウン物語とビックリマン』と改められた。これに伴い、『新メイプルタウン物語』ではエンディングが丸ごとカットされたほか、ストーリーも2話完結となるなど変更点も複数発生した。後年再放送が行われる際には30分番組として地方局などに販売できるように、2話分をAパートとBパート形式に連続させ、さらにノン・クレジットのエンディングフィルムをつなげる形で再編集が行われた。

## キャラクターと声の出演

### パイカ家
パームタウンの病院・パイカクリニックで勤めるウサギの家族。
パティ・ホープラビット
声 - 岡本麻弥
前作から引き続き主人公を務める、元気で好奇心旺盛なウサギの女の子。本作品からは普段着がエプロンドレスからチェック柄のドレスに変わっている。
前作と同様に、本作品でも町の人々との別れが描かれ、家族とともに新たな転居先であるノースタウンへと旅立つところで、2年間にわたる物語が締めくくられた。
ジェーン・パイカ
声 - 杉山佳寿子
パティの叔母。パイカクリニックの女医である。メガネをかけており、パティの母・クリスティーヌの妹にあたる。
ジョージ・パイカ
声 - 森功至、柴田由美子（少年時代）
ジェーンの夫。妻同様、医者である。料理が趣味であり、その腕前は患者からも好評を得ている。
アリス
声 - 江森浩子
パイカクリニックの看護婦。気弱でおどおどした性格。注射は見ただけで気絶してしまう程苦手。

### コッカー家
パームタウンでは一番のお金持ちの犬（コッカースパニエル）の家族。
ローリィ・コッカー
声 - 池本小百合
もう一人の主人公。コッカー家の長女で、パティの友達である犬の女の子。お嬢様ながら度胸があり、積極的。
パラブラ・コッカー
声 - 塩屋浩三
ローリィの父。パームストア、パームマンションを経営する実業家。
ダリア・コッカー
声 - 松島みのり
ローリィの母。パラブラの妻。少し心配性。
ピータ・コッカー
声 - 村瀬容子
コッカー家の長男。ローリィの弟で、リリアの兄。勉強好き。
リリア・コッカー
コッカー家の次女。ローリィとピータの妹。
メリー・アンドリュース
声 - 富沢美智江
コッカー家の秘書。

### テリア家
犬（テリア）の家族。
ジョーイ・テリア
声 - 頓宮恭子
テリア家の長男。ローリィと仲の良い友達。勘が鋭く、ローリィの母親からも信頼を寄せられている。
フローレンス・テリア
声 - 富沢美智江
テリア家の長女。ジョーイの姉。
フィリップ・テリア
声 - 屋良有作
ジョーイ、フローレンスの父。自動車デザイナー。

### ホワイト家
白クマの家族。
ロジャー・ホワイト
声 - 上村典子
白クマの男の子。ホワイト家の長男。普段はおっとりした性格で運動が苦手な面もあるが、頼りがいのある一面を見せる事もある。
シーラ・ホワイト
声 - 山野さと子
ホワイト家の長女。ロジャーの妹で、マークの姉。女優志望で、第36話ではラジオ番組のパーソナリティを務めた。
マーク・ホワイト
声 - 江森浩子
ホワイト家の次男。ロジャーとシーラの弟。
ラルフ・ホワイト
声 - 田中康郎
ロジャー、シーラの父。ガソリンスタンド経営者。
メリーベス・ホワイト
声 - 中野聖子
ロジャー、シーラの母。ラルフの妻。

### シープ家
ヒツジの家族。
スウ・シープ
声 - 荘真由美
シープ家の長女。ヒツジの女の子。ロングヘアに黒ワンピースが特徴。恥ずかしがり屋で、人前に出るのが苦手。妹思いの温和な性格で、ダンスはパームタウンで一番上手いと評判。
ラム・シープ
声 - 白石文子
シープ家の次女。スウの妹。クモが苦手の臆病者だが、姉同様、温和な性格である。ピクニックで、クモを見て逃げ出して転倒した時、ヨータとグータに「大丈夫か？気をつけなきゃダメだよ」と優しい言葉を掛けられ、お礼にサンドイッチのお弁当をこっそり置いていった事があった。
ゴート・シープ
声 - 戸谷公次
スウ、ラムの父。ベーカリー経営者。
ウェア・シープ
声 - 阿部道子
スウ、ラムの母。ゴートの妻。
チャーリィ・シープ
声 - 宮内幸平、堀川亮（青年時代）
スウ、ラムの祖父。公園でポップコーンを売っている。若い頃は喜劇俳優だった。運動神経も抜群で、ローラースケートが得意。
マリー・シープ
声 - 鈴木れい子、江森浩子（青年時代）
スウ、ラムの祖母。チャーリィの妻。チャーリィと共に、公園でポップコーンを売っている。
ミル・シープ
スウ、ラムの弟の赤ちゃん。第22話でラムが初めて抱っこした時の回想シーンで登場。本編で性別は明かされていなかったが、ぬりえの一場面に『ラムのおとうと』と表記されていた為、男の子である事が判明した。

### ランダース家
クマの家族。
ラリー・ランダース
声 - 飛田展男
クマの男の子。バッキーの一人息子。第12話でパームタウンに引っ越してくる形で登場し、パティたちと交流を深めるようになる。
バッキー・ランダース
声 - 田中亮一
ラリーの父。自動車製造工場コルドン・モーターズの工場長。

### ルナール家
銀ギツネの家族。
ジジ
声 - 江森浩子
銀ギツネの女の子。ジョジョの双子の姉妹。ジョジョと共に第26話で初登場し、最初は少し気取ったような態度を見せるが、次第に周囲との距離を縮めていく。
ジョジョ
声 - 荘真由美
ジジの双子の姉妹。性格や振る舞いはジジとよく似ており、劇中でも二人は一体的に描かれている。
アンリ・ルナール
声 - 田中亮一
ジジ、ジョジョの父。ブティック経営者。
シモーヌ
声 - 中谷ゆみ
アンリの妻。ジジ、ジョジョの母。

### その他
ヨータ
声 - 龍田直樹
本作品の悪役である猫の男。グータとコンビを組んでいる。前作のグレテルに相当。
グータ
声 - つかせのりこ
ヨータの相棒で、彼を「兄貴」と呼ぶ。容姿がヨータに似ているが、実の兄弟ではなく、あくまで仲間である。
ネコンダ刑事
声 - 銀河万丈
パームタウンの刑事であるゴリラ。前作のオットーに相当。
ロバート・コルトン
声 - 郷里大輔
コルドン・モーターズの社長であるカバ。
ディケンズ
声 - 大竹宏
骨董商を営んでいる犬。

### メイプルタウン住民
前作で登場したキャラクター達。

#### ホープラビット家
ウサギの一家。
マルセル・ホープラビット
声 - 田中秀幸
パティの父。第20,25,49,50話と劇場版の回想シーン（以下同じ）で登場。メイプルタウン郵便局の郵便局長。
クリスティーヌ・ホープラビット
声 - 武藤礼子
マルセルの妻で、パティの母。ジェーンの姉にあたる。第20,25,49,50話と劇場版で登場。
アン・ホープラビット
声 - 潘恵子
パティの姉。第1,20,49,50話と劇場版で登場。
ミック・ホープラビット
声 - 荘真由美
パティの弟。第20,49,50話と劇場版で登場。

#### クマノフ家
クマの一家。雑貨屋を経営している。
ボビー・クマノフ
声 - 塩屋翼
クマの男の子。第7,14,20,50話と劇場版で登場。
ナターシャ・クマノフ
声 - 上村典子
ボビーの母。第7話と劇場版で登場。
ボビーの弟たち
第7話で登場。
キン・クマノフ
声 - 江森浩子
コン・クマノフ
声 - 松井摩味
カン・クマノフ
声 - 柴田由美子

#### コンデリック家
メイプルタウンでは一番の大金持ちのキツネの一家。
ダイアナ・コンデリック
声 - 荘真由美
キツネの女の子。第14,50話と劇場版で登場。
ハンス・コンデリック
声 - 野田圭一
ダイアナの父。第14話で登場。
キリーネ・コンデリック
声 - 山口奈々
ダイアナの母。第14話で登場。

#### その他
ジュディ・リスモンド
声 - 渡辺菜生子
リスの女の子。洋品店の娘。第14話で登場。
オットー巡査
声 - 塩屋浩三
ブルドッグ。第14,20,50話で登場。
クラーク・ライアン
声 - 八奈見乗児
ライオン。メイプルタウンの町長。第20話と劇場版で登場。
グレテル
声 - 屋良有作
オオカミの男。第20話と劇場版で登場。

## スタッフ
- プロデューサー：鍋島進二（朝日放送）、春日東、佐川祐子（旭通信社）
- 企画：山口康男（東映動画）※所属社については（　　　）ノンクレジット。
- 製作担当：横井三郎
- オリジナルキャラクター：有川知子、二宮常雄
- 音楽：小坂明子
- キャラクターデザイン：安藤正浩
- 美術デザイン：小林祐子
- シリーズディレクター：設楽博
- 協力：青二プロダクション
- 特殊効果：朝沼清良、成田賢二、中島正之、山本公、大橋清、橋本由香里、干場豊、村田正俊、長坂和茂、三浦孝夫、石橋佳久、高倉利信
- 撮影：池上元秋、大藤哲生、佐伯清、鈴木典子、前原勝則、長谷学、宇佐美博、安藤剛、山崎洋輔
- 編集：望月徹（タバック）
- 録音：池上信照（タバック）
- 音響効果：伊藤道広（E&M）
- 選曲：渡辺恭野（ビモス）
- 記録：樋口裕子、原芳子
- 演出助手：角銅博之、幾原邦彦、岩井隆央、岡佳広、渡辺健一郎、鹿内義明、遠藤卓司、貝沢幸男、佐藤順一、有間二郎、森一敏
- 製作進行：森一敏、鹿内義明、土居靖、岩井隆央、遠藤卓司
- 美術進行：中村実→北山礼子→御園博
- 仕上進行：中村英二、佐藤繁俊、高橋達雄、倉岡裕之、桜庭新一、阿部庄二、藤岡真子、服部達也、中島敬博、竹林直秀、海老原久
- 現像：東映化学
- アニメーション制作：東映動画
- 制作：朝日放送、旭通信社、東映

## 主題歌
オープニングテーマ - 「南の国のパームタウン」
唄 - 山野さと子 / 作詞・作曲 - 小坂明子 / 編曲 - 有澤孝紀
番組構成の変更に伴い、エンディングがカットされた第39話以降はキャスト・スタッフともにオープニングにクレジットが集約された。
エンディングテーマ - 「もっとフレンド」（第1話 - 38話）
唄 - 山野さと子 / 作詞・作曲 - 小坂明子 / 編曲 - 有澤孝紀
レコード：コロムビアレコード（日本コロムビア） 規格品番：CK-782

### 挿入歌など
主題歌と上記の挿入歌などは1987年4月21日発売の『新メイプルタウン物語-パームタウン編-ヒット曲集 』（カセットテープのみ発売、日本コロムビア No.CAK-814）に収録。同ミュージックソフトは2013年現在でも復刻またはCD化をされていない。ただし、主題歌は『続々々々・テレビまんが主題歌のあゆみ』、『続々々々・テレビまんが懐かしのB面コレクション』でCD化されている。
- 5月の旅　唄：山野さと子、作詞・作曲：小坂明子、編曲：松井忠重
- ハロー!ハロー!!　唄：山野さと子、コーラス：森の木児童合唱団、作詞・作曲：小坂明子、編曲：松井忠重
- オレンジ・ハイウェイ　唄：山野さと子、作詞・作曲：小坂明子、編曲：松井忠重
- マイ・スイート・ホーム　唄：山野さと子、作詞・作曲：小坂明子、編曲：松井忠重
- 朝までダ・ダ・ダ　唄：小坂明子、作詞・作曲：小坂明子、編曲：松井忠重
- 悪党ブルース　唄：つかせのりこ・龍田直樹、作詞・作曲：小坂明子、編曲：松井忠重
- サマービーチサンバ!!　唄：山野さと子、作詞・作曲：小坂明子、編曲：松井忠重
- 恋人達のモナ島　唄：山野さと子、作詞：小坂明子・益子幸代（共作詞）、作曲：小坂明子、編曲：松井忠重

## 教育映画作品
東映教育映像の制作で、「メイプルタウンの交通安全」と「メイプルタウンの消防隊」の2作品が制作された。これらの作品はVHSビデオソフトと16ミリフィルムでのみ販売され、一般的な市場流通ルートでの映像ソフトではない。また後年発売されたDVDなどへも未収録である。作品の視聴は図書館の映像ライブラリーなどで行う事ができた他、幼稚園や小学校、公民館などでの公開上映も行われた。二作品共にVHSビデオソフトまたは16ミリフィルムを購入した場合のみ「上映権利」が最初から付属していた為、幼稚園や小学校、公民館などでの公開上映が可能だった。主なスタッフなどの情報は以下の通り。

### メイプルタウンの交通安全
［スタッフ］
- 企画：浅川春樹（東映教育映像）
- 脚本：柳川茂
- 絵コンテ・演出：久岡敬司
- 作画：水村十司
- 美術：小林裕子
- 撮影：白井久男（スタジオウッド）
- 音楽：小坂明子
- 製作協力：東映動画

※東映動画側の企画、プロデューサーなどのクレジットは無し。
※上映時間：約20分、16ミリカラーフィルム製作。
※販売形態：VHSビデオ1巻、16ミリカラーフィルム1巻。
［声の出演］
- パティ：岡本麻弥
- ローリィコッカー：池本小百合
- キン：江森浩子
- コン：松井摩味
- カン：柴田由美子
- ジェーン婦警：杉山佳寿子
- パラブラ：塩屋浩三
- ヨータ：龍田直樹
- グータ：つかせのりこ
- マリー婆さん：鈴木れい子

［主題歌］

「メイプルタウンの交通安全」
- 作詞：東映教育映像
- 作曲：小坂明子（新メイプルタウン物語 エンディングテーマ「もっとフレンド」メロディアレンジ版）
- 歌：岡本麻弥、池本小百合

### メイプルタウンの消防隊
［スタッフ］
- 企画：浅川春樹（東映教育映像）
- 脚本：柳川茂
- 絵コンテ・演出：山吉康夫
- 作画：高橋英吉
- 美術：有川知子
- 撮影：白井久男（スタジオウッド）
- 音楽：小坂明子
- 製作協力：東映動画

※東映動画側の企画、プロデューサーなどのクレジットは無し。
※上映時間：約16分、16ミリカラーフィルム制作。
※販売形態：VHSビデオ1巻、16ミリカラーフィルム1巻。
［声の出演］
- パティ：岡本麻弥
- ローリィコッカー：池本小百合
- ラリー：飛田展男
- シーラ：山野さと子
- ジェーン：杉山佳寿子
- フィリップ：屋良有作
- ネコンダ：銀河万丈
- チャーリィ：宮内幸平
- ヨータ：龍田直樹
- グータ：つかせのりこ
- 羊の奥さん：鈴木れい子

［主題歌］

「メイプルタウンの消防隊」
- 作詞：東映教育映像
- 作曲：小坂明子（新メイプルタウン物語 エンディングテーマ「もっとフレンド」アレンジ版）
- 歌：岡本麻弥、池本小百合、山野さと子

## 放送局
※放送日時は1987年12月終了時点（石川テレビと愛媛放送については1987年9月中旬 - 10月上旬時点）、放送系列は放送当時のものとする。前半枠だけとなった後の後半『ビックリマン』も同様のネット体制だった。
| 放送地域       | 放送局             | 放送系列                                     | 放送日時                                                                                                 | 備考                                                                            |
| -------------- | ------------------ | -------------------------------------------- | --- | ------------------------------------------------------------------------------- |
| 近畿広域圏     | 朝日放送           | テレビ朝日系列                               | 日曜 8:30 - 9:00                                                                                         | 制作局 現：朝日放送テレビ                                                       |
| 北海道         | 北海道テレビ       | テレビ朝日系列                               | 日曜 8:30 - 9:00                                                                                         |                                                                                 |
| 青森県         | 青森放送           | 日本テレビ系列 テレビ朝日系列                | 日曜 8:30 - 9:00                                                                                         |                                                                                 |
| 宮城県         | 東日本放送         | テレビ朝日系列                               | 日曜 8:30 - 9:00                                                                                         |                                                                                 |
| 福島県         | 福島放送           | テレビ朝日系列                               | 日曜 8:30 - 9:00                                                                                         |                                                                                 |
| 関東広域圏     | テレビ朝日         | テレビ朝日系列                               | 日曜 8:30 - 9:00                                                                                         |                                                                                 |
| 新潟県         | 新潟テレビ21       | テレビ朝日系列                               | 日曜 8:30 - 9:00                                                                                         |                                                                                 |
| 長野県         | テレビ信州         | 日本テレビ系列 テレビ朝日系列                | 日曜 8:30 - 9:00                                                                                         |                                                                                 |
| 静岡県         | 静岡けんみんテレビ | テレビ朝日系列                               | 日曜 8:30 - 9:00                                                                                         | 現：静岡朝日テレビ。                                                            |
| 中京広域圏     | 名古屋テレビ       | テレビ朝日系列                               | 日曜 8:30 - 9:00                                                                                         |                                                                                 |
| 鳥取県・島根県 | 日本海テレビ       | 日本テレビ系列                               | 日曜 8:30 - 9:00                                                                                         |                                                                                 |
| 広島県         | 広島ホームテレビ   | テレビ朝日系列                               | 日曜 8:30 - 9:00                                                                                         |                                                                                 |
| 山口県         | 山口放送           | 日本テレビ系列 テレビ朝日系列                | 日曜 8:30 - 9:00                                                                                         |                                                                                 |
| 香川県・岡山県 | 瀬戸内海放送       | テレビ朝日系列                               | 日曜 8:30 - 9:00                                                                                         |                                                                                 |
| 福岡県         | 九州朝日放送       | テレビ朝日系列                               | 日曜 8:30 - 9:00                                                                                         |                                                                                 |
| 鹿児島県       | 鹿児島放送         | テレビ朝日系列                               | 日曜 8:30 - 9:00                                                                                         |                                                                                 |
| 山形県         | 山形テレビ         | フジテレビ系列                               | 火曜 16:30 - 17:00                                                                                       |                                                                                 |
| 富山県         | 富山テレビ         | フジテレビ系列                               | 水曜 16:25 - 16:55                                                                                       | 1987年1月21日から1988年1月6日まで放送。                                         |
| 石川県         | 石川テレビ         | フジテレビ系列                               | 月曜 17:04 - 17:32（1987年9月14日まで） →月曜 16:10 - 16:36（同年9月21日から10月19日の実質最終放送まで） | 1987年6月22日より放送開始するも 1987年10月16日で打ち切り。                      |
| 愛媛県         | 愛媛放送           | フジテレビ系列                               | 水曜 16:30 - 17:00                                                                                       | 現・テレビ愛媛。途中で放映打ち切り。 次番組は『エスパー魔美』（アニメ単独枠）。 |
| 長崎県         | 長崎放送           | TBS系列                                      | 水曜 16:50 - 17:20                                                                                       |                                                                                 |
| 熊本県         | テレビ熊本         | フジテレビ系列 テレビ朝日系列                | 土曜 7:30 - 8:00                                                                                         | 1987年9月までは同時ネット。                                                     |
| 宮崎県         | テレビ宮崎         | フジテレビ系列 日本テレビ系列 テレビ朝日系列 | 月曜 - 金曜 7:30 - 8:00                                                                                  |                                                                                 |

## 劇場版
『新メイプルタウン物語 パームタウン編』
劇中に前作「メイプルタウン物語」最終回（第52話）の再編集部分が挿入された形式となっている。

## 放送リスト
| 話 | 放映日         | サブタイトル         | 脚本         | (絵コンテ) 演出     | 作画監督   | 美術     |
| -- | -------------- | -------------------- | ------------ | ------------------- | ---------- | -------- |
| 1  | 1987年 1月18日 | 南の国の新しい町     | 朝倉千筆     | 設楽博              | 青山充     | 小林祐子 |
| 2  | 1月25日        | パティなんか嫌い!    | 金春智子     | 貝沢幸男            | 安藤正浩   | 有川知子 |
| 3  | 2月1日         | 夢をのせた自動車     | 柳川茂       | 山吉康夫            | 高橋英吉   | 襟立智子 |
| 4  | 2月8日         | スターになりたい!    | まるおけいこ | 岡佳広              | 二宮常雄   | 有川知子 |
| 5  | 2月15日        | ブリキの勲章         | 益子幸代     | 久岡敬史            | 伊藤奈緒美 | 襟立智子 |
| 6  | 2月22日        | お料理はダメよ!      | 朝倉千筆     | 佐藤順一            | 小松原一男 | 有川知子 |
| 7  | 3月1日         | 怒らないでボビー     | 柳川茂       | 設楽博              | 青山充     | 襟立智子 |
| 8  | 3月8日         | 秘密のカラクリ箱     | 朝倉千筆     | 貝沢幸男            | 遠藤晴     | 吉田智子 |
| 9  | 3月15日        | あらしの中の灯台     | まるおけいこ | 山吉康夫            | 高橋英吉   | 有川知子 |
| 10 | 3月22日        | ラッキー谷の少年     | 益子幸代     | 岡佳広              | 小川博司   | 吉田智子 |
| 11 | 3月29日        | 帰ってきたジミー     | 金春智子     | 久岡敬史            | 二宮常雄   | 小林祐子 |
| 12 | 4月5日         | 引っ越しは楽しく     | 柳川茂       | 角銅博之            | 伊藤奈緒美 | 吉田智子 |
| 13 | 4月12日        | あの人はスパイ?!     | 朝倉千筆     | 佐藤順一            | 根岸博文   | 有川知子 |
| 14 | 4月19日        | 空からのお客さま     | 柳川茂       | 設楽博              | 青山充     | 小林祐子 |
| 15 | 4月26日        | ひみつの宝もの       | まるおけいこ | 貝沢幸男            | 永木龍博   | 吉田智子 |
| 16 | 5月3日         | 丘の上の教会         | 益子幸代     | 山吉康夫            | 高橋英吉   | 井出智子 |
| 17 | 5月10日        | 虹色のドレス         | 朝倉千筆     | 岡佳広              | 小川博司   | 吉田智子 |
| 18 | 5月17日        | 魔法のランプ         | 金春智子     | 久岡敬史            | 二宮常雄   | 小林祐子 |
| 19 | 5月24日        | どきどきスケート     | 柳川茂       | 佐藤順一            | 伊藤奈緒美 | 吉田智子 |
| 20 | 5月31日        | 赤いバラの香水       | 朝倉千筆     | 設楽博              | 根岸博文   | 襟立智子 |
| 21 | 6月7日         | 愛のペンダント       | まるおけいこ | 角銅博之            | 青山充     | 小林祐子 |
| 22 | 6月14日        | よろしく赤ちゃん     | 金春智子     | 貝沢幸男            | 永木龍博   | 吉田智子 |
| 23 | 6月21日        | 誰もいない町へ       | 益子幸代     | 山吉康夫            | 高橋英吉   | 壇久美子 |
| 24 | 6月28日        | わたしの遊園地       | 柳川茂       | 岡佳広              | 小川博司   | 吉田智子 |
| 25 | 7月5日         | おうちに帰りたい     | 朝倉千筆     | 久岡敬史            | 二宮常雄   | 小林祐子 |
| 26 | 7月12日        | 新しいお友だち       | まるおけいこ | 佐藤順一            | 伊藤奈緒美 | 吉田智子 |
| 27 | 7月19日        | 気どったドクター     | 金春智子     | 設楽博              | 小松原一男 | 襟立智子 |
| 28 | 7月26日        | 本日休診でーす       | 朝倉千筆     | 角銅博之            | 青山充     | 吉田智子 |
| 29 | 8月2日         | あの島へ行こう!      | まるおけいこ | 山吉康夫            | 高橋英吉   | 小林祐子 |
| 30 | 8月9日         | 高原でテニス!        | 益子幸代     | 貝沢幸男            | 小川博司   | 吉田智子 |
| 31 | 8月16日        | 海と風のレース       | 金春智子     | (岡佳広) 角銅博之   | 二宮常雄   | 小林祐子 |
| 32 | 8月23日        | わたしたち探偵ョ     | 朝倉千筆     | 久岡敬史            | 伊藤奈緒美 | 吉田智子 |
| 33 | 8月30日        | 先生は大スター!      | 柳川茂       | 佐藤順一            | 安藤正浩   | 井出智子 |
| 34 | 9月6日         | 夢のウェディング     | 朝倉千筆     | 設楽博              | 青山充     | 吉田智子 |
| 35 | 9月13日        | 虹の国のお姫さま     | 益子幸代     | (貝沢幸男) 角銅博之 | 小川博司   | 小林祐子 |
| 36 | 9月20日        | マイクでハロー!      | 金春智子     | 山吉康夫            | 高橋英吉   | 吉田智子 |
| 37 | 9月27日        | 二人のかんらん車     | 柳川茂       | 岡佳広              | 二宮常雄   | 小林祐子 |
| 38 | 10月4日        | コスモスの咲く時     | まるおけいこ | 久岡敬史            | 伊藤奈緒美 | 吉田智子 |
| 39 | 10月11日       | この花は何の花!?     | 柳川茂       | 佐藤順一            | 安藤正浩   | 小林祐子 |
| 40 | 10月18日       | 続・この花は何の花!? | 柳川茂       | 佐藤順一            | 安藤正浩   | 小林祐子 |
| 41 | 10月25日       | けんかした二人       | 益子幸代     | 山吉康夫            | 高橋英吉   | 吉田智子 |
| 42 | 11月1日        | 続・けんかした二人   | 益子幸代     | 山吉康夫            | 高橋英吉   | 吉田智子 |
| 43 | 11月8日        | 鎖のついた時計       | 朝倉千筆     | 角銅博之            | 小川博司   | 吉田智子 |
| 44 | 11月15日       | 続・鎖のついた時計   | 朝倉千筆     | 角銅博之            | 小川博司   | 吉田智子 |
| 45 | 11月22日       | 秋の旅人たち         | まるおけいこ | 久岡敬史            | 安藤正浩   | 吉田智子 |
| 46 | 11月29日       | 続・秋の旅人たち     | まるおけいこ | 久岡敬史            | 安藤正浩   | 吉田智子 |
| 47 | 12月6日        | 青いリボンの少女     | 益子幸代     | 山吉康夫            | 高橋英吉   | 吉田智子 |
| 48 | 12月13日       | 続・青いリボンの少女 | 益子幸代     | 山吉康夫            | 高橋英吉   | 吉田智子 |
| 49 | 12月20日       | さようなら南の国     | 朝倉千筆     | 岡佳広              | 小川博司   | 吉田智子 |
| 50 | 12月27日       | 続・さようなら南の国 | 朝倉千筆     | 岡佳広              | 小川博司   | 吉田智子 |

## 映像ソフト化
DVD
「想い出のアニメライブラリー」の第14集として、2013年11月27日から2013年12月25日にかけて全2巻のDVD-BOXが発売された（発売元：ベストフィールド、販売元：TCエンタテインメント）。
前作に続く初のDVD化であり、映像特典としてVol.1には放送前番宣、Vol.2には劇場版とその予告編がそれぞれ収録されている。